# Standardsituation
Als Standardsituation (auch kurz Standard genannt) wird eine Spielsituation in einem Mannschaftssport bezeichnet, die sich aufgrund einer vorherigen Spielunterbrechung ergibt.
Die Standardsituation eignet sich wegen des relativ gut vorhersehbaren Ablaufs besonders dazu, im Training geübt zu werden. Im Fußball werden in diesem Zusammenhang vor allem der Freistoß und der Eckstoß genannt, Standardsituationen ergeben sich aber auch beim Einwurf, Abstoß, Strafstoß oder beim Anstoß. 
Standardsituationen existieren in nahezu allen Mannschaftsballsportarten. Speziell im American Football werden aus den Standardsituationen Spielzüge entwickelt, die auf Kommando ausgeführt werden.
Der Begriff tauchte im Fußball erstmals in den 1970ern in der DDR auf. Im westdeutschen Fußball wurde der Begriff gegen Ende der 1980er Jahre übernommen.